# يوتا هاينه
يوتا هاين (بالألمانية: Jutta Heine)‏ هي عداءة سريعة ألمانية، ولدت في 16 سبتمبر 1940 في شتاتهاغن في ألمانيا.

## وصلات خارجية
- يوتا هاينه على موقع الاتحاد الدولي لألعاب القوى (الإنجليزية)
- يوتا هاينه على موقع أوليمبيديا (الإنجليزية)